# Frigia
La Frigia (in greco antico: Φρυγία?, Phryghía) era una regione storica dell'Anatolia centro-occidentale, abitata dalla popolazione indoeuropea dei Frigi, che vi si stabilirono tra il 1200 e il 1100 a.C. circa, estendendosi poi a oriente fino al fiume Halys e a occidente alle coste del Mare Egeo, stabilendo la loro capitale a Gordio.
I Frigi inizialmente vivevano nei Balcani meridionali, secondo Erodoto, sotto il nome di Brigi (Briges), mutandolo poi in Frigi dopo essere migrati in Anatolia, attraverso l'Ellesponto.
Durante il periodo della fiorente città-stato di Troia, una parte dei Brigi emigrava in Anatolia come alleati dei Troiani o sotto la protezione di Troia.  La lingua troiana non è sopravvissuta; di conseguenza, la sua esatta relazione con la lingua frigia e l'affinità della società frigia con quella di Troia sono questioni che restano ancora aperte. Similmente, la data della migrazione e la relazione dei Frigi con l'impero ittita sono sconosciute. Essi sono, comunque, spesso considerati parte di un gruppo "tracio-frigio". Per la fine dell'impero ittita viene spesso utilizzata la data convenzionale del 1200 a.C. circa. È certo che la Frigia fosse situata in territorio ittita, anche se non molto al suo centro, nella grande curva del fiume Halys, dove adesso si trova Ankara.
Lo Stato della Frigia sorse successivamente, nell'VIII secolo a.C. con la sua capitale a Gordio. Durante questo periodo, i Frigi si estesero verso est invadendo il regno di Urartu, discendente dagli Hurriti, precedentemente rivale degli Ittiti.
Successivamente il regno frigio venne sopraffatto dagli invasori iranici, i Cimmeri, nel 690 a.C. circa, per un breve periodo conquistati dalla vicina Lidia, prima di passare successivamente sotto il dominio dell'impero persiano di Ciro e fare parte poi così dell'impero di Alessandro e dei suoi successori; infine venne inclusa nel regno degli Attalidi di Pergamo, entrando poi a far parte dell'impero romano. Le ultime menzioni della lingua risalgono al V secolo d.C. ed è probabile che venne a estinguersi già dal VII secolo d.C.

## Il popolo
Il popolo dei Frigi, di origine indoeuropea, secondo la tradizione greca era affine ai Macedoni e ai Traci.

## Economia
Erano agricoltori, pastori e allevatori di bestiame (celebri le lane frigie) e dediti allo sfruttamento delle miniere d'oro, dalle quali prende forse origine la leggenda di re Mida.

## Geografia

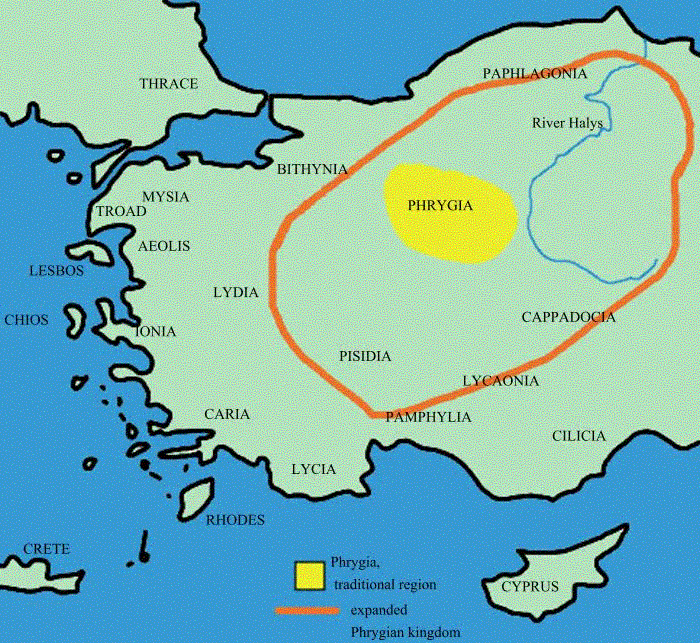
Ubicazione della Frigia: in giallo il territorio originale; linea arancione i territori conquistati

### Omero
I Frigi sono menzionati da Omero come dimoranti in due regioni anatoliche:
- In Ascania, la regione intorno al Lago Ascanio in Bitinia, nell'Anatolia nord-occidentale.[2] Gli alleati menzionati nel Catalogo dei troiani vengono da lì.[3]
- Nella regione "cavalcabile velocemente" della Frigia, una terra con "molte fortezze", sulle rive del Sangario (adesso Sakarya), il terzo fiume più lungo nell'attuale Turchia, che scorre verso nord e ovest per sfociare nel Mar Nero. Là vi è il re Otreo.[4] Priamo una volta si trovava là in occasione della guerra dei Frigi contro le amazzoni riferendo di aver visto molti cavalli e che i capi dei Frigi erano Otreo e Migdone.[5] Il fratello della moglie di Priamo, Asio, era il figlio di Dimante, un frigio.[6]

Successivamente, la Frigia venne concepita come situata a ovest del fiume Halys (adesso Kızıl) ed a est delle regioni di Misia e Lidia.

## Cultura e religione
La "Grande Madre" era la dea principale dei Frigi; essa era conosciuta, con tutti i suoi attributi, con il nome di Cibele dai greci e dai romani. Originariamente adorata nei monti della Frigia, dove era conosciuta come la "Madre della montagna". Nella sua tipica forma frigia, indossava una lunga veste munita di cintura, un polos (un alto copricapo cilindrico), e un velo coprente l'intero corpo. La versione successiva di Cibele venne stabilita dall'allievo di Fidia, lo scultore Agoracrito, diventando così l'immagine più largamente adottata nella sua successiva diffusione, sia nel mondo Egeo che a Roma. Viene mostrata umanizzata, benché sempre incoronata, la sua mano adagiata su un leone guardiano e l'altra che tiene il tympanon, un tamburo di forma circolare, simile a un tamburello.
I Frigi veneravano anche Sabazio, il cielo e il dio-padre raffigurato a cavallo. Sebbene i Greci associassero Sabazio a Zeus, le sue raffigurazioni, anche in tempi romani, lo mostrano come un dio cavaliere. I suoi conflitti con la Dea Madre indigena, la cui creatura era il toro lunare, possono essere ipotizzati dal modo in cui il cavallo di Sabazio colloca la zampa sulla testa di un toro, in una scultura romana al Museum of Fine Arts di Boston.

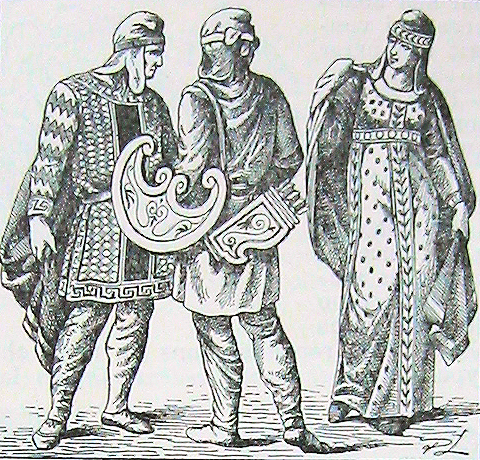
Costumi frigi

La Frigia sviluppò una progredita cultura nell'età del bronzo. Le tradizioni più antiche di musica greca derivano dalla Frigia, trasmesse attraverso le colonie greche in Anatolia, e comprendono il modo frigio, considerato il modo adatto al guerriero. Il frigio Mida, il re dal "tocco dorato", secondo il mito era stato istruito nella musica dallo stesso Orfeo. Un'altra invenzione musicale proveniente dalla Frigia era l'aulos, uno strumento a fiato a due canne (doppio flauto). Marsia, il satiro che per primo inventò lo strumento, utilizzando le corna incavate di un cervo, era un seguace di Cibele; egli volendo imprudentemente competere in una gara di musica con Apollo Olimpio perse inevitabilmente, venendo da questi scorticato vivo; in modo provocatorio Apollo appese la pelle di Marsia sull'albero specificamente sacro a Cibele, un pino.
La Frigia conservava un'identità culturale separata. L'iconografia greca classica identificava il Paride troiano come personaggio di origine non greca, con il berretto frigio (sovrastato dalla mitra) sopravvissuto nell'immaginario moderno (attraverso la mediazione romana) come il "berretto della libertà" durante la rivoluzione americana, ma soprattutto durante la francese. I frigi parlavano la lingua frigia, appartenente alla famiglia indoeuropea. Sebbene i frigi adottassero l'alfabeto fenicio, le molte dozzine di iscrizioni in lingua frigia trovate restano intradotte, e così molto di ciò che ci è noto della Frigia è un'informazione di seconda mano fornita da fonti greche.

## Arte
Ci sono giunte testimonianze monumentali, per quanto riguarda l'arte: lungo il corso superiore del fiume Sangario, due imponenti monumenti portano l'iscrizione: "Mida il re". Vi è poi l'esistenza di monumenti sepolcrali scavati nella roccia, la cui facciata è sormontata da leoni rampanti, e di altri ricoperti di disegni geometrici.

## Passato mitico
I mitici re della Frigia sono stati Gordio e Mida. Alcune fonti identificano anche Tantalo come re di Frigia, punito eternamente nel Tartaro, per la colpa di avere ucciso suo figlio Pelope offrendolo in sacrificio agli dei olimpi, un riferimento alla soppressione del sacrificio umano. Nella mitica età precedente la guerra troiana, durante un periodo di interregno, Gordio (o Gordia), un agricoltore frigio, divenne re, adempiendo una profezia oracolare. I Frigi, senza un capo, per avere un re si rivolsero all'oracolo di Sabazio ("Zeus" per i greci) di Telmisso, città della Frigia che più tardi divenne parte del territorio della Galazia. Furono così istruiti dall'oracolo di acclamare loro re il primo uomo che fosse salito al tempio del dio su di un carro trainato da buoi. Quell'uomo fu Gordia (Gordio, Gordios), un contadino, il quale consacrò nel tempio il suo carro, legato alla sua lancia con il "nodo gordiano". Gordio fondò una nuova capitale eponima (Gordio) nell'Anatolia centro-occidentale, situata lungo il vecchio tracciato che divenne poi la "strada reale" persiana di Dario, che va da Pessinunte ad Ancyra, non molto discosta dal fiume Sangario.
I miti che circondano il primo re Mida lo collegano a Sileno e ad altri satiri e a Dioniso, che gli concedette il famoso "tocco aureo". In un altro episodio lo troviamo giudice in una gara musicale tra Apollo, suonatore di lira, e Pan, che suonava il suo rustico flauto. Mida, essendo stato favorevole a Pan nel suo giudizio, venne ricompensato dall'adirato Apollo con due orecchie d'asino.

Uomo in costume frigio, periodo ellenistico (III – I secolo a.C.), Cipro

Il mitico Mida di Tracia, accompagnato da un gruppo del suo popolo, viaggiò attraverso l'Asia Minore per lavare via il l'infezione del suo importuno "tocco aureo" nel fiume Pattolo, lasciando così l'oro nei sedimenti delle sue sabbie fluviali. Trovandosi in Frigia, il trace Mida venne adottato dal suo re Gordio, privo di prole, che lo prese sotto la protezione di Cibele. Avendo la funzione di rappresentante visibile di Cibele e sottoposto alla sua autorità, sembrerebbe che un re frigio potesse così designare il suo successore.
Secondo l'Iliade, i Frigi erano alleati dei troiani durante la guerra troiana. La Frigia dell'Iliade di Omero, comunque, sembra essere localizzata nell'area che abbraccia il lago Ascanio e il corso settentrionale del Sangario, quindi molto meno estesa rispetto alla Frigia classica. Nell'Iliade di Omero è inclusa anche una reminiscenza del re troiano Priamo, che nella sua giovinezza era venuto ad aiutare i Frigi contro le Amazzoni. Durante questa vicenda (una generazione prima della guerra troiana), si diceva che i Frigi fossero condotti da Otreo e Migdone. Entrambi sembrano essere poco più che eponimi: c'era un sito sul lago Ascanio chiamato Otrea, nei pressi del luogo dove poi sorgerà Nicea. I migdoni erano un popolo dell'Asia Minore, che risiedeva vicino al lago Dascylitis (c'era anche una Migdonia in Macedonia). Durante la guerra troiana, i Frigi mandarono forze per aiutare Troia, condotte da Ascanio e Forci, figlio di Aretaone. Asio, figlio di Dimante e fratello di Ecabe, è un altro nobile frigio che combatté davanti a Troia. Quinto Smirneo menziona un altro principe frigio, chiamato Corebo, figlio di Migdone, che pure combatté per Troia; egli chiese la mano della principessa troiana Cassandra. La moglie del re Priamo Ecabe era considerata frigia di nascita, essendo una figlia del re Dimante.
La Sibilla frigia era la sacerdotessa che presiedeva all'oracolo apollineo in Frigia.
Secondo Erodoto, il faraone egiziano Psammetico II mise due figli in isolamento per capire quale fosse la lingua originaria degli uomini. Gli fu riferito che i bambini pronunciassero bekos che in frigio significa "pane", così Psammetico riconobbe che i Frigi fossero un popolo più antico degli egiziani.
Flavio Giuseppe affermava che Frigi fossero riconducibili al personaggio biblico Togarma, nipote di Jafet e figlio di Gomer: "e Trugramma i trugrammi, che, come i greci ammettono, erano chiamati i Frigi".

## Storia

### Migrazione
Dopo il collasso dell'impero ittita all'inizio del XII secolo a.C., il vuoto politico nell'Anatolia centro-occidentale venne riempito dall'ondata di migranti indoeuropei e dai cosiddetti "popoli del Mare", inclusi i Frigi, che si stabilirono nel loro regno, con una probabile capitale a Gordio. Non è ancora noto se i Frigi fossero attivamente coinvolti nel crollo della capitale ittita Ḫattuša, o se essi si fossero mossi semplicemente a causa del vuoto seguito al collasso dell'egemonia ittita. Un particolare tipo di ceramica è stato trovato dagli archeologi nei siti di questo periodo nell'Anatolia occidentale. Secondo i mitografi greci, il primo Mida frigio era stato re dei Moschi (Mushki), noti anche come Brigi, situati nella parte occidentale della Tracia arcaica.

### Dall'VIII al VII secolo

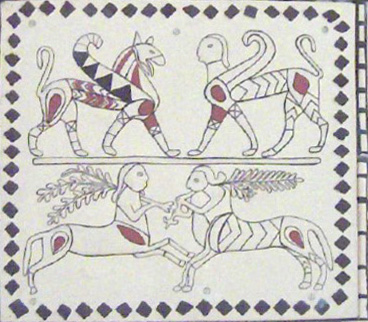
Dettaglio di una ricostruzione di un edificio frigio a Pararli, Turchia, VII-VI secolo a.C.; Museo delle civiltà anatoliche, Ankara. Vengono raffigurati un grifone, una sfinge e due centauri.

Le fonti assire dell'VIII secolo a.C. parlano di un re Mita dei mushki, identificato con re Mida di Frigia. Un'iscrizione assira riporta Mita come alleato di Sargon di Assiria nel 709 a.C. Una caratteristica ceramica frigia definita "lucidata" appare nell'VIII secolo a.C. I Frigi fondarono un regno potente che durò fino all'ascesa lidia (VII secolo a.C.) Sotto i suoi re, alternativamente chiamati Gordio e Mida, secondo quanto riferisce l'antica storiografia greca, il regno indipendente frigio dell'VIII e VII secolo a.C. mantenne stretti contatti commerciali con i suoi vicini ad oriente e con i greci ad occidente. La Frigia sembra sia stata capace di coesistere con qualsiasi altra potenza contemporanea dominante l'Anatolia orientale.
Tra la fine del VIII e l'inizio del VII secolo a.C., l'invasione dell'Anatolia da parte dei cimmeri si dimostrò fatale per l'indipendenza della Frigia. Secondo la leggenda, la pressione cimmerica e i successivi attacchi culminarono con il suicidio del suo ultimo re, Mida. Gordio cadde in mano ai cimmeri nel 696 a.C. che la saccheggiarono bruciandola, come venne riferito successivamente da Erodoto.
Una serie di scavi hanno portato alla luce Gordio, uno dei siti archeologici più rivelatori della Turchia. Gli scavi confermano una violenta distruzione di Gordion intorno al 675 a.C. Una tomba del periodo dell'ultimo Mida, popolarmente identificata come "Tomba di Mida" rivela una struttura in legno sepolta in profondità sotto una grande tumulo, contenente oggetti funerari, una bara, arredi e offerte di cibo (Museo Archeologico di Ankara). Il sito di Gordio contiene un considerevole progetto di un successivo edificio, forse di Aliatte, re lidio, del VI secolo a.C.
Regni frigi minori continuarono ad esistere dopo la fine dell'impero frigio, e l'arte e la cultura frigia continuarono a prosperare. I popoli cimmeri si stanziarono in Anatolia, ma non sembra che abbiano creato un loro proprio regno. I Lidi respinsero i Cimmeri verso il 620 a.C. e la Frigia venne sottomessa per un breve periodo all'impero lidio. La parte orientale del precedente impero frigio cadde nelle mani dei Medi nel 585 a.C.

### Impero lidio di Creso
Sotto il re Creso, proverbialmente ricco (regnante dal 560 al 546 a.C.), la Frigia rimase parte dell'impero lidio che si estendeva a oriente fino al fiume Halys. Probabilmente vi è l'eco di un conflitto con la Lidia e forse un riferimento velato agli ostaggi reali, nella leggenda di Adrasto (figlio di un certo re Gordio e della regina Eurinome), doppiamente sfortunato, poiché accidentalmente uccise suo fratello. Andò allora volontariamente in esilio nella Lidia, dove re Creso lo accolse, ma, ancora una volta, Adrasto accidentalmente uccise il figlio di Creso, morendo infine suicida.

### Impero persiano
La Frigia aveva perduto la propria indipendenza passando sotto il dominio della Lidia e quindi dei persiani, quando Creso venne sconfitto da Ciro nel 546 a.C. In seguito Dario salito al trono nel 521 a.C., ristrutturò l'antica strada commerciale ("Strada Reale" persiana) apportando riforme amministrative che includevano l'istituzione di satrapie. La capitale della satrapia frigia venne stabilita a Dascilio.
Sotto il dominio persiano, i Frigi sembrano avere perduto la loro indipendenza culturale ed intellettuale, venendo dunque rappresentati, attraverso gli occhi dei Greci e dei Romani, come un popolo stereotipicamente passivo ed ottuso.

### Alessandro e i successori

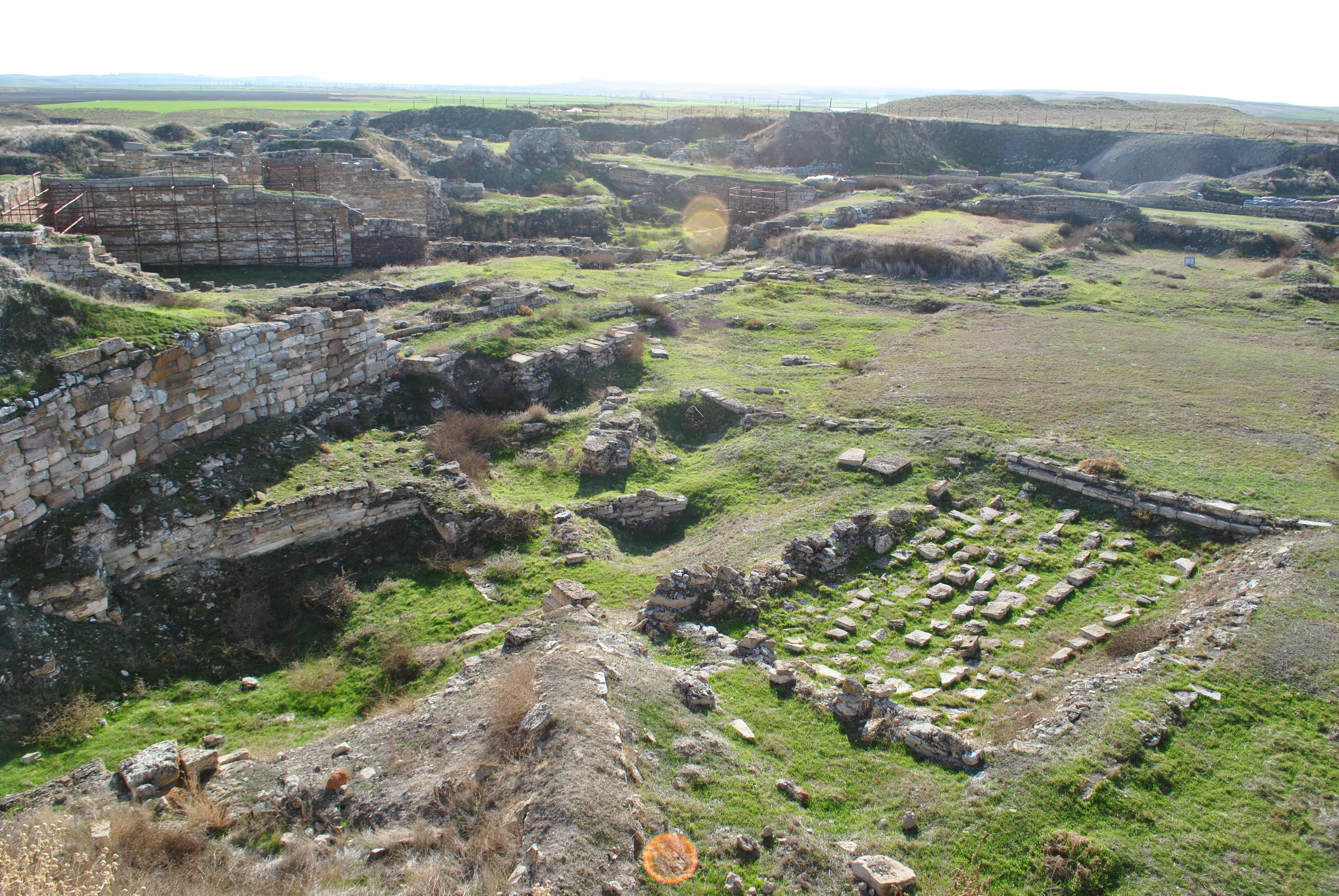
I resti archeologici della città di Gordio.

Alessandro Magno arrivando a Gordio nel 333 a.C., tagliò il famoso nodo gordiano nel tempio di Sabazio ("Zeus"). La leggenda (possibilmente diffusa dalla propaganda di Alessandro) diceva che chiunque fosse stato capace di sciogliere il nodo sarebbe diventato padrone dell'Asia. Con Gordio situato sulla strada reale persiana che conduceva attraverso il cuore dell'Anatolia, la profezia avrebbe potuto avere qualche plausibilità geografica. Dopo la conquista di Alessandro e la battaglia di Ipso del 301 a.C., la Frigia divenne parte del più vasto mondo ellenistico. Alla morte di Alessandro, i suoi successori iniziarono a lottare per i domini anatolici, e la Frigia passò infine sotto il dominio dei Seleucidi.
I Galli o Galati avevano devastato la parte orientale della Frigia che divenne parte della Galazia. L'originaria capitale, Gordio, venne assalita e distrutta dai Galli subito dopo, sparendo così dalla storia. Ai tempi dell'impero macedone, soltanto un piccolo villaggio esisteva nel sito, e, nel 188 a.C., il rimanente della Frigia passò sotto il controllo di Pergamo. Nel 133 a.C., la Frigia occidentale passò nelle mani della Repubblica Romana.

### Roma
Per gli scopi dell'amministrazione provinciale i romani divisero il territorio della Frigia, annettendo la parte nord-orientale alla provincia di Galazia e la porzione occidentale alla provincia d'Asia. La Frigia cessò di esistere sulla carta geografica, mentre il suo nome continuò in modo sporadico ad essere usato fino al collasso dell'impero bizantino nel 1453.

## Città
- Midea
- Gordio (città)
- Pappa tiberioupolis